# Veronika Jeníková
Veronika Jeníková (* 4. června 1964 Praha) je česká herečka.

## Život
Veronika Jeníková pochází z Prahy, kde i vystudovala hudebně-dramatický obor na Státní konzervatoři (absolvovala v roce 1984). Již během studií ji obsadil režisér Karel Kachyňa do hlavní dívčí role ve filmu Pozor, vizita!. 
První angažmá získala v kladenském divadle, od roku 1987 hrála v Městských divadlech pražských (ABC). Po dvaceti letech MDP opustila a je na volné noze, hraje v Divadle Na Jezerce a s Divadelní společností Háta.  
Ve třiadvaceti letech se vdala za kolegu z Kladenského divadla, herce Čestmíra Gebouského (* 1946), se kterým má dvě děti – syna Lukáše a dceru Kamilu.  Z filmových rolí: Antonyho šance, Zdivočelá země, Rozpuštěný a vypuštěný, Oběti a vrazi, Bony a klid, Bony a klid 2. Z televize je známa především rolí Vendulky ze seriálu Ordinace v růžové zahradě.